# Harold E. M. Barlow
Harold Everard Monteagle Barlow (* 15. November 1899 in Highbury (London); † 20. April 1989 in Epsom) war ein britischer Elektroingenieur.
Barlow war der Sohn des Elektroingenieurs Leonard Barlow und besuchte das Finsbury Technical College mit dem Abschluss 1917. Danach war er als Freiwilliger bei der Royal Naval Reserve in Portsmouth an der Signal School. Er studierte am University College London (UCL) mit dem Bachelor-Abschluss 1921 und der Promotion bei Ambrose Fleming 1924.  Er war kurz in der Beratungsfirma seines Vaters, ging aber 1925 als Assistant Lecturer wieder an das UCL. Dort forschte er über das Ohmsche Gesetz bei hohen Stromstärken und erfand ein Röhren-Amperemeter und wurde Reader. Im Zweiten Weltkrieg war er ab 1939 in der Radarforschung, war von 1943 bis 1945 im Telecommunications Research Establishment und war danach bis 1950 Leiter (Superintendent) der Radioabteilung beim Royal Aircraft Establishment in Farnborough. Nach Ende des Zweiten Weltkriegs wurde er Pender Professor am UCL und blieb dort auch nach seiner Pensionierung 1967 aktiv. Er leitete dort die Abteilung Elektrotechnik und Elektronik. Zuletzt arbeitete er über Wellenausbreitung in optischen Fasern.
1957 war er McKay Professor für Elektrotechnik an der University of California, Berkeley.
Hauptsächlich war er für Forschung zur Mikrowellentechnik (er galt als führende Autorität auf diesem Gebiet in Großbritannien), für Wellenleiter und Ausbreitung von Radiowellen bekannt. Er erfand unter anderem ein Hall-Effekt-Mikrowellen-Wattmeter, das weltweit Verbreitung in Laboratorien fand.
Barlow entwickelte eine Theorie von Oberflächenwellen, die unter anderem bei Hochgeschwindigkeitszügen Anwendung fand.
1958 wurde er Fellow der Royal Society, deren Royal Medal er 1988 erhielt.  1971 erhielt er einen Ehrendoktor der Heriot-Watt University und er war Ehrendoktor der University of Sheffield. Er war Fellow des City and Guilds College in London. 1930 erhielt er den Kelvin Premium der Institution of Electrical Engineers, 1975 den Melvin J. Kelley Award des Institute of Electric and Electronic Engineers und 1967 erhielt er die Faraday-Medaille (IET). 1979 wurde er auswärtiges Mitglied der National Academy of Engineering.
Als Vorsitzender des britischen Standardisierungskomitees für Hochfrequenzmessungen spielte er auch international eine Rolle in der Standardisierung der elektrischen Messtechnik. Er war Vorsitzender des nationalen britischen Komitees der International Union of Radio Science (URSI) und des internationalen Komitees VI (Radiowellen und -schaltkreise).
Zu seinen Doktoranden gehört der Nobelpreisträger Charles Kuen Kao.

## Schriften
- Microwaves and waveguides, London: Constable 1947
- mit Alexander Lamb Cullen:  Microwave Measurements, London: Constable 1950, 2. Auflage 1966